# تیم ملی والیبال زنان ایرلند
تیم ملی والیبال زنان ایرلند (انگلیسی: Ireland women's national volleyball team) تیم ملی والیبال مختص زنان ایرلند است که به عنوان نماینده ایرلند در رقابت‌های رسمی و دوستانه با حریفان به رقابت می‌پردازند.